# Грибачево
Грибачёво — деревня в Калязинском районе Тверской области России. Входила в состав Нерльского сельского поселения.

## География
Деревня находится в юго-восточной части Тверской области, в зоне хвойно-широколиственных лесов, на берегу реки Волнушки.

### Климат
Климат характеризуется как умеренно континентальный, с морозной снежной зимой и умеренно тёплым летом. Среднегодовая температура воздуха — 4,1 °C. Средняя температура воздуха самого холодного месяца (января) — −10 — −8,5 °C (абсолютный минимум — −48 °C), средняя температура самого тёплого (июля) — 17 °С (абсолютный максимум — 37 °С). Продолжительность периода активной вегетации растений (выше 10 °C) составляет примерно 125—130 дней. Годовое количество атмосферных осадков составляет в среднем 575—600 мм, из которых большая часть выпадает в тёплый период. Снежный покров держится в течение 135—140 дней.

## История
Упоминается в Писцовой книге по Кашинскому уезду 1628—1629 гг., где упоминается «деревня Грибачева на речке на Волнушке, а в ней крестьян: во дворе Федька Матвеев, во дворе Семачко Васильев, во дворе Микифорко Степанов, во дворе Данилко Степанов, да бобылей: во дворе Коска Костентинов, во дворе Федка Степанов; пашни паханные 10 четей [то есть около 5 га], да перелогов [необработанной земли] 6 чети с осминою в поле [примерно 3,25 га], в дву потому ж, сена 60 копен».
В 1715 году в приговоре Правительствующего Сената № 1129 «О выдаче подводчикам 16 человекам, бывшим по найму из Военной канцелярии до Смоленска под рекрутами, за взятых у них в Преображенский полк 58 лошадей денег, по 3 рубля за лошадь, 174 рубля из Сената» упоминается о том, что по 3 подводы для нужд армии было взято у крестьян Андрея Третьякова и Фрола Рюмзина из «Кашинского уезда Капшина монастыря деревни Грибачева» (речь идет об административном подчинении деревни уездному центру — городу Кашину и монастырю в селе Капшино). В перечне деревень, относящихся к Капшину монастырю в 1763 году, упоминается, что «в деревне Грибачеве» живёт 29 крестьянских душ, а после того, как в 1764 году монастырь был упразднен, Грибачево вместе с соседними деревнями было переподчинено Макарьевскому погосту, расположенному в полуверсте от Капшино.
На картах деревня также под названием Грибачева впервые появляется в «Атласе Тверской губернии», который был составлен в чертежной межевой канцелярии в 1825 году. В статистических списках населённых мест Тверской губернии по данным на 1859 год Грибачёво значится как казённая деревня, относящаяся к Калязинскому уезду. Расположение описывается как «при ручье Гусевке» и «между Дмитровским и Углицко-Московским трактами». Всего тогда там располагалось 26 дворов, где значилось 95 мужчин и 96 женщин. Уездный центр Калязин находился в 20 верстах. На карте территории вокруг Волги под затопление Угличским водохранилищем, которую подготовил Волгострой НКВД СССР в 1933 году, указано, что на тот момент в деревне Грибачево было 40 домохозяйств.
До 2006 года деревня Грибачёво относилась к Капшинскому сельскому округу с центром в селе Капшино.
С 2006 по 2023 годы входила в состав Нерльского сельского поселения с центром в селе Нерль.
Законом Тверской области от 13 апреля 2023 года N 12-ЗО упразднены муниципальный район и все входившие в его состав поселения, которые были преобразованы путём их объединения в Калязинский муниципальный округ.

## Население
| 2008 | 2010 |
| ---- | ---- |
| 1    | →1   |

## Инфраструктура
Личное подсобное хозяйство с зоной сельскохозяйственного использования, индивидуальная застройка усадебного типа.
C 1980-х до конца 2010-х гг. в деревне постоянно проживал 1 местный житель. Сейчас деревня насчитывает около 10 домов, в которых летом живут дачники.

## Транспорт
Через деревню проходит грунтовая просёлочная дорога Перечково - Красная горка. До начала 2020-х годов дорога находилась в неудовлетворительном состоянии и не всегда была проходима для легкового автотранспорта. В 2023-2024 гг. дорога включалась в программу ремонта, однако подрядчик оба раза не уложился в сроки выполнения работ и в январе 2025 г. был оштрафован прокуратурой на 1,2 млн. рублей. В теплое время года до деревни можно добраться на частных моторных лодках по воде со стороны Волги. 